# 432 (numero)
Quattrocentotrentadue (432) è il numero naturale dopo il 431 e prima del 433.

## Proprietà matematiche
- È un numero pari.
- È un numero composto con 20 divisori: 1, 2, 3, 4, 6, 8, 9, 12, 16, 18, 24, 27, 36, 48, 54, 72, 108, 144, 216, 432. Poiché la somma dei suoi divisori (escluso il numero stesso) è 808 > 432, è un numero abbondante.
- È un numero di Harshad.
- È un numero altamente totiente.
- È un numero potente.
- È un numero palindromo nel sistema di numerazione posizionale a base 11 (363).
- È un numero pratico.
- È un numero malvagio.
- È divisibile per il prodotto delle sue cifre, nel sistema numerico decimale.
- È parte delle terne pitagoriche (51, 432, 435), (126, 432, 450), (180, 432, 468), (324, 432, 540), (390, 432, 582), (432, 495, 657), (432, 576, 720), (432, 665, 793), (432, 810, 918), (432, 924, 1020), (432, 1260, 1332), (432, 1426, 1490), (432, 1701, 1755), (432, 1920, 1968), (432, 2574, 2610), (432, 2900, 2932), (432, 3876, 3900), (432, 5175, 5193), (432, 5824, 5840), (432, 7770, 7782), (432, 11660, 11668), (432, 15549, 15555), (432, 23326, 23330), (432, 46655, 46657).

## Astronomia
- 432P/PANSTARRS è una cometa periodica del sistema solare.
- 432 Pythia è un asteroide della fascia principale del sistema solare.
- NGC 432 è una galassia spirale della costellazione della Balena.

## Astronautica
- Cosmos 432 è un satellite artificiale russo.